# Kurt Meyer (Autor)
Kurt Meyer (* 15. Februar 1945 in Ludwigslust, Mecklenburg) ist ein deutscher Autor. Er betreut die pädagogische Arbeit der Hermann-Lietz-Schulen.

## Leben
Meyer ist ein Sohn von Kurt Meyer, SS-Brigadeführer und Generalmajor der Waffen-SS.
In der Nachkriegszeit zog die Familie mehrfach um. Seine schulische Heimat fand Meyer 1961 im Internat Hermann-Lietz-Schule Schloss Bieberstein bei Fulda. Ab 1966 studierte er Deutsch, Geschichte und Politikwissenschaften in Marburg, München und Tübingen. Nach dem ersten Staatsexamen 1971 arbeitete er als Lehrer an der Jakob-Grimm-Schule Rotenburg an der Fulda  und als Geschichtsfachleiter am Studienseminar in Kassel. Von 1979 bis 1984 war er als Auslandslehrer am Colegio Andino  in Bogotà (Kolumbien). Er ist heute Mitglied der Pflegerschaft der Hermann-Lietz-Schule Schloss Bieberstein und engagiert sich in der außerunterrichtlichen pädagogischen Arbeit. Er ist im Beiratsmitglied der Adam  von  Trott-Stiftung in Imshausen bei Bebra. Die Stiftung hat sich die Bewahrung des Erbes von Adam  von Trott zu Solz, der im Widerstand gegen Hitler hingerichtet wurde, zur Aufgabe gemacht. Meyer ist mit Brigitte Christ verheiratet und hat drei Kinder.

## Vergangenheitsbewältigung
Sein 1998 erschienenes Buch Geweint wird, wenn der Kopf ab ist über seinen Vater gehört in eine Reihe mit den Arbeiten von Christoph Meckel Suchbild, 1980, Dörte von Westernhagen Die Kinder der Täter, 1987, Niklas Frank Der Vater, 1993 und Martin  Bormann Leben gegen Schatten, 1996. Während diese Autoren in zum Teil schonungsloser Weise mit ihren Vätern abrechnen, ist Kurt Meyer zurückhaltender.
Nach seiner Pensionierung setzte sich Meyer in seinem Buch Das Leben ist nicht anderswo. Biebersteiner Jahre und Hermann Lietz. Eine Wiederbegegnung mit seiner Zeit auf der Hermann-Lietz-Schule Bieberstein auseinander. Das Buch wird zu einem Stück Zeitgeschichte da, wo Meyer feststellt, dass es 1945 keine Stunde Null gegeben hat. Es wirft zugleich ein Licht auf den Umgang der Biebersteiner Pädagogen mit der Vergangenheit, auf deren vorsichtige Versuche der Bewältigung durch Lehrstoffauswahl und, nicht zuletzt, deren liberale Erziehung zu Selbständigkeit und Verantwortungsübernahme für das eigene Leben.

## Werke
- Kurt Meyer: Geweint wird, wenn der Kopf ab ist.  Annäherungen an meinen Vater – "Panzermeyer"; Freiburg 1998, ISBN 978-3-451-26677-5
- Kurt Meyer: Das Leben ist nicht anderswo, Biebersteiner Jahre und Hermann Lietz. Eine Wiederbegegnung. Kassel 2016, ISBN 978-3-95978-043-8